# SMS Rostock (1912)
«Ро́сток» (нем. SMS Rostock) — германский лёгкий крейсер времён Первой мировой войны. Второй корабль в серии из двух однотипных кораблей.

## Строительство
Заложен в 1911 году, спущен на воду 11 ноября 1912 года, вошёл в строй 5 февраля 1914 года.

## Служба
На момент начала Первой мировой войны лёгкий крейсер «Росток» входил в состав разведывательных сил Флота Открытого моря, возглавляемых контр-адмиралом Хиппером.
21 августа 1914 года вместе с лёгким крейсером «Страсбург» был направлен на поиск, предпринятый по направлению к Доггер-банке, для захвата или уничтожения английских рыболовных судов. Во время проведения этой операции в 180 морских милях западнее острова Гельголанд отрядом были уничтожены шесть английских рыболовных траулеров. При проведении поиска крейсер «Росток» был атакован британской подводной лодкой, которая выпустила по нему две торпеды, но промахнулась.
24 января 1915 года в составе 1-й разведывательной группы Флота Открытого моря лёгкий крейсер «Росток» принимал участие в сражении у Доггер-банки.
В марте 1915 года был переброшен на Балтийское море для участия в операции под Мемелем. После того как 21 марта город был занят немецкими войсками, вместе с другими крейсерами был направлен для обстрела Паланги.
23 апреля 1916 года находился в составе группы поддержки отряда линейных крейсеров, осуществлявшего набег на Ярмут и Лоустофт. Прикрывая правый фланг соединения немецких линейных крейсеров, обнаружил приближение английских крейсеров и эсминцев.
Перед началом Ютландского сражения лёгкий крейсер «Росток» являлся флагманским кораблём коммодора А. Михельсена, командующего всеми эсминцами Флота Открытого моря. В дневной фазе Ютландского сражения крейсер активного участия не принимал. Ночью 1 июня 1916 года крейсера «Росток» и Эльбинг, находясь на левом траверзе первой эскадры линкоров, вступили в бой с отрядом британских эсминцев. В 1 час 30 минут после полуночи «Росток» получил торпедное попадание. Мероприятия по борьбе за живучесть корабля результатов не принесли и в 5 часов 45 минут, при появлении британских крейсеров он был взорван. Весь экипаж крейсера перешёл на немецкие эсминцы. Потери среди экипажа лёгкого крейсера «Росток» — 14 человек убитыми. Место гибели корабля — 55°40′ с. ш. 06°22′ в. д..

## Командиры крейсера
- фрегатен-капитан Тило фон Тротта (февраль-август 1914)
- фрегатен-капитан/капитан-цур-зее Отто фон Фельдман (август 1915 — июнь 1916)